# Saint-Euphrône
Saint-Euphrône és un municipi francès, situat al departament de la Costa d'Or i a la regió de Borgonya - Franc Comtat. L'any 2007 tenia 198 habitants.

## Demografia

### Població
El 2007 la població de fet de Saint-Euphrône era de 198 persones. Hi havia 76 famílies, de les quals 12 eren unipersonals (8 homes vivint sols i 4 dones vivint soles), 28 parelles sense fills, 32 parelles amb fills i 4 famílies monoparentals amb fills.
La població ha evolucionat segons el següent gràfic:
Habitants censats

### Habitatges
El 2007 hi havia 90 habitatges, 76 eren l'habitatge principal de la família, 9 eren segones residències i 5 estaven desocupats. 88 eren cases i 2 eren apartaments. Dels 76 habitatges principals, 64 estaven ocupats pels seus propietaris, 9 estaven llogats i ocupats pels llogaters i 3 estaven cedits a títol gratuït; 1 tenia dues cambres, 2 en tenien tres, 24 en tenien quatre i 49 en tenien cinc o més. 56 habitatges disposaven pel capbaix d'una plaça de pàrquing. A 27 habitatges hi havia un automòbil i a 44 n'hi havia dos o més.

### Piràmide de població
La piràmide de població per edats i sexe el 2009 era:
| Homes | Edats   | Dones |
| ----- | ------- | ----- |
| 0     | 95 o +  | 0     |
| 0     | 90 a 94 | 0     |
| 0     | 85 a 89 | 0     |
| 0     | 80 a 84 | 0     |
| 8     | 75 a 79 | 4     |
| 4     | 70 a 74 | 8     |
| 4     | 65 a 69 | 4     |
| 0     | 60 a 64 | 0     |
| 12    | 55 a 59 | 0     |
| 4     | 50 a 54 | 16    |
| 8     | 45 a 49 | 4     |
| 4     | 40 a 44 | 8     |
| 0     | 35 a 39 | 4     |
| 4     | 30 a 34 | 8     |
| 4     | 25 a 29 | 0     |
| 4     | 20 a 24 | 8     |
| 4     | 15 a 19 | 8     |
| 0     | 10 a 14 | 4     |
| 8     | 5 a 9   | 0     |
| 4     | 0 a 4   | 0     |

## Economia
El 2007 la població en edat de treballar era de 130 persones, 101 eren actives i 29 eren inactives. De les 101 persones actives 93 estaven ocupades (50 homes i 43 dones) i 8 estaven aturades (2 homes i 6 dones). De les 29 persones inactives 12 estaven jubilades, 12 estaven estudiant i 5 estaven classificades com a «altres inactius».

### Ingressos
El 2009 a Saint-Euphrône hi havia 76 unitats fiscals que integraven 212 persones, la mediana anual d'ingressos fiscals per persona era de 17.876 €.

### Activitats econòmiques
Dels 5 establiments que hi havia el 2007, 1 era d'una empresa de fabricació de material elèctric, 1 d'una empresa immobiliària i 3 d'empreses de serveis.
L'any 2000 a Saint-Euphrône hi havia 8 explotacions agrícoles que ocupaven un total de 488 hectàrees.

## Poblacions més properes
El següent diagrama mostra les poblacions més properes.